# Sergi Mas i Abad
Sergi Mas i Abad (Barcelona, 31 de juliol de 1964) és un comunicador, periodista i presentador català.

## Treballs realitzats

### Televisió
TV3
- Força Barça (guionista i presentador)
- Ja hi som
- La Cosa Nostra (guionista i presentador)
- Fent amics (director i presentador)
- La Columna (col·laborador)
- Gol a Gol (col·laborador)
- Barçòvia (presentador)
- Polònia (actor)[1]

8tv
- Envasat al 8 (presentador), amb Carolina Ferre, Natza Farré, i Sandra Barneda[2]

ESPN
- Spanish League (retransmissió de partits de futbol)

La 2
- Força Barça (guionista i presentador)
- La casa por la ventana (guionista i presentador)

TVE
- Vídeos de Primera (veu en off)

Antena 3
- Al ataque
- El Chou

Telemadrid
- Los Reyes del mando (guionista i presentador)

Telecinco
- El informal (presentador)

### Ràdio
RAC 1
- Minoria absoluta[3]
- Tu diràs

COM Ràdio
- El telèfon del Mas

Ràdio Sabadell
- Sin Concesiones

Cadena Catalana / Onda Cero
- Basket en directe
- Futbol a Cadena Catalana
- Arús con leche
- Força barça

Ràdio Barcelona
- Força Barça (retransmissió dels partits del Barça)
- La Ventana
- Crónica Radiofònica del FC Barcelona

M80 Radio
- Arús con leche

Radio Nacional de España
- La ola

### Premsa
- Diario de Barcelona
- Sport
- Suplement motor de La Vanguardia
- Don Balón (director de publicacions)
- Marca

### Altres
Ha posat la veu als partits del videojoc PC Fútbol juntament amb Michael Robinson.